# BackSlash Linux
BackSlash Linux è un sistema operativo basato su Ubuntu e Debian sviluppato in India da Kumar Priyansh per i personal computer basati su AMD64 e Intel x64. Si basa sul software libero e ogni versione del sistema operativo prende il nome dai personaggi del film Disney 2013 Frozen.  Dalla terza versione principale, BackSlash Linux Olaf, BackSlash Linux ha utilizzato la propria versione personalizzata di KDE, chiamata BackSlash Shell, come desktop utente predefinito.

## Design
Il design di BackSlash Linux è molto ibrido. Assomiglia a macOS a prima vista, con KDE in fondo, ma invece di essere una distribuzione basata su KDE, viene fornito con molte applicazioni basate su GNOME. Inoltre, i pulsanti sulla barra del titolo sono simili a macOS, ma sono disposti in modo simile a Windows. La barra in alto assomiglia a GNOME a prima vista, ma dopo l'apertura di qualsiasi app, mostra la barra dei menu universale, simile a macOS o Unity.

## Sviluppo
Lo sviluppo di BackSlash Linux è iniziato a metà del 2016. Essendo basato su Ubuntu, è compatibile con i suoi repository e pacchetti di annunci e utilizza il Discover Software Center per gestire l'installazione / rimozione del software. La sua interfaccia utente mira ad essere intuitiva per i nuovi utenti senza consumare troppe risorse.
BackSlash Linux è basato sulle versioni di supporto a lungo termine di Ubuntu, che il suo sviluppatore mantiene in aggiornamento per bug e sicurezza per anni, anche se lo sviluppo continua nella prossima versione.

### Versioni pre-release
Prima della versione stabile furono rilasciate tre versioni preliminari, con nomi in codice Alpha, Beta e Gamma. Queste erano ancora disponibili per il download fino a maggio 2017, ma ora sono state rimosse dal sito principale della distribuzione.

## Cronologia
| Nome in codice | Data di rilascio | Base dell'ambiente desktop              |
| -------------- | ---------------- | --------------------------------------- |
| Anna           | 2 novembre 2016  | Cannella Ubuntu Trusty Tahr             |
| Elsa           | 20 dicembre 2016 | Pantheon Ubuntu Xenial Xerus            |
| Olaf           | 9 maggio 2017    | BackSlash Shell Ubuntu Xenial Xerus     |
| Kristoff       | 25 dicembre 2017 | BackSlash Shell 2.0 Ubuntu Xenial Xerus |

### Anna
La prima versione stabile di BackSlash Linux era BackSlash Linux Anna, pubblicata il 2 novembre 2016 e basata su Ubuntu 14.04 ed eseguita su Linux Kernel 4.2. Funzionava con Cinnamon Desktop Environment con alcuni plugin aggiuntivi e il dock Plank per dargli un nuovo look. L'opzione di supporto e download per questa versione è ancora disponibile sul sito web di BackSlash Linux. È stato anche pubblicato un articolo su Linux.com che presenta BackSlash Linux. BackSlash Linux Anna era un sistema completo di per sé che fornisce agli utenti finali tutti i tipi di software di uso quotidiano necessari. Alcune applicazioni degne di nota includono Font Viewer, PDF Reader, Simple Scan, Deluge, Dropbox, Google Chrome, Google Earth, Pidgin, Skype, WPS Office, VLC Media Player, Clementine, Screen Reader e GDebi. Wine era preinstallato per supportare applicazioni e giochi basati su Windows.

### Elsa
La seconda versione di BackSlash Linux è stata pubblicata il 20 dicembre 2016 e si chiamava BackSlash Linux Elsa. Elsa è stata costruita in cima al rilascio del "supporto a lungo termine" di Ubuntu - Ubuntu 16.04 e funzionava sull'ambiente desktop di punta del SO elementare, Pantheon. Molte applicazioni utilizzate in BackSlash Linux Anna sono state eliminate in questa versione per ridurre le dimensioni del file .ISO, ma ha anche aggiunto molte altre applicazioni oltre alle applicazioni principali fornite con il sistema operativo elementare e sostituito il browser Epiphany di Google Chrome. Anche molte utility aggiuntive come Skype, Wine, Deluge BitTorrent Client e Dictionary sono state spedite fuori dagli schemi. L'inclusione di GNOME Boxes per la virtualizzazione dei desktop era un altro risparmio di tempo. BackSlash Linux Elsa ha intrapreso l'inclusione di molte utility come Backup, Masterizzatore DVD, TeamViewer e Gestore pacchetti Synaptic. Pidgin IM è stato sostituito da Empathy IM e includeva anche Firewall e la suite completa di LibreOffice. È stata rilevata l'aggiunta di Modem Manager, utile durante la gestione delle schede modem esterne. Albert era presente come compagno di ricerca in BackSlash Elsa che può essere facilmente attivato utilizzando il tasto di scelta rapida Meta + Spazio. Modificando il desktop cambiando temi, colori e cursori era presente anche sul desktop che non è presente nel Pantheon di default. Ha anche introdotto un desktop attivo con le opzioni del tasto destro del mouse su Pantheon Desktop.

### Olaf
È la terza versione principale e attuale di BackSlash Linux. È stato pubblicato il 9 maggio 2017 e ha introdotto oltre 150 nuove funzionalità nelle ultime versioni di BackSlash Linux. Era basato su Ubuntu 16.04 ed eseguiva BackSlash Shell, un desktop KDE personalizzato. A causa del suo bellissimo Desktop fortemente modificato, ha ottenuto molta attenzione e ha ricevuto molti elogi rispetto alle sue versioni precedenti. Questa versione di BackSlash Linux ha rimosso alcune delle applicazioni per ridurre le dimensioni ISO e ha anche apportato molti miglioramenti. Google Chrome è stato sostituito da Open-Source Chromium e Wine è stato aggiornato alla versione 2.0.1.
Applicazioni come Skype, Firewall, Modem Manager, Masterizzatore DVD, Dropbox, Empathy IM, GNOME Boxes, TeamViewer, Deluge e Dizionario presenti nella precedente versione di BackSlash Linux sono state rilasciate in questa versione. Albert Search Companion è stato sostituito da search KRunner. LibreOffice ha perso la sua posizione e WPS Office era tornato nella serie Linux BackSlash dal rilascio di Olaf.
Thunderbird è stato anche incluso in questa versione per una migliore esperienza di email e la semplice idea era quella di includere le migliori app disponibili al posto delle app specifiche per KDE. Questo è il motivo per cui vediamo le app GNOME come Calendar, Disks e Maps in questa versione.
BackSlash Linux Olaf ha anche introdotto un "AppLauncher" a schermo intero che assomigliava al "Launchpad" di macOS che era un fork della domanda fuori produzione, "Slingshot".
Revisione di BackSlash Linux Olaf - Souris di ProCambodian ha dichiarato: "Per me penso che questa sia la distro di build migliore, sembra più completa e non ti serve molto tempo per configurarla, perché 'tutto sta funzionando fuori dagli schemi."

### Kristoff
BackSlash Linux Kristoff è stata rilasciata come beta pubblica il 13 agosto 2017, aggiungendo funzionalità come Fingerprint e HWE Kernel Support al mondo Linux Distro, seguito da Deepin Linux, che ha anche aggiunto il supporto delle impronte digitali a Deepin 15.5, pubblicato il 30 novembre, 2017. La versione stabile di BackSlash Linux Kristoff è stata realizzata a Natale, il 25 dicembre 2017.
Si basa sulla precedente versione di BackSlash Linux, Olaf, che risolve quasi tutti i bug e introduce anche la BackSlash Shell v2.0. I miglioramenti delle prestazioni sono stati altamente elaborati e introduce anche una nuova app chiamata MultiView e un ottimizzatore di sistema [14]. I problemi di installazione sono stati risolti e l'interfaccia utente è stata riprogettata. Il supporto di GTK + è stato notevolmente migliorato e BackSlash Linux Kristoff supporta anche Fingerprint Recognition per Lockscreen, Terminal Authentication e altre autenticazioni di app. In aggiunta a Wine, è stato implementato anche il supporto di gesture multitouch. Anche Redshift (Night Light) viene introdotto con controlli di temperatura migliori. Componenti aggiuntivi includono una barra laterale, una notifica migliore, gestione audio e di rete, kernel HWE (Hardware-Enabled).
Comprende il supporto per gli snap, una nuova schermata di accesso con sfondo video e anche copertura di Switcher del flusso di attività. Includo anche l'animazione di Desktop Cube per il passaggio a più desktop virtuali.
Le applicazioni incluse sono Geary, Apache OpenOffice, GParted, Dolphin, Modem Manager, Synaptic Package Manager, VLC Media Player e altri.

## Sicurezza
La sicurezza di BackSlash si basa su Ubuntu e tutti gli aggiornamenti di sicurezza e software sono forniti da Canonical per impostazione predefinita, i programmi vengono eseguiti con privilegi di utente standard, ma i privilegi di amministratore vengono forniti ogni volta che richiesto. Per una maggiore sicurezza, lo strumento sudo viene utilizzato per assegnare i privilegi temporanei per l'esecuzione di attività amministrative, che consente all'account root di rimanere bloccato e aiuta a impedire agli utenti inesperti di apportare inavvertitamente modifiche di sistema catastrofiche o di aprire buchi di sicurezza. La maggior parte delle porte di rete sono chiuse per impostazione predefinita per prevenire l'hacking. Un firewall integrato consente agli utenti finali che installano i server di rete di controllare l'accesso. Una GUI è disponibile per configurarlo. BackSlash compila i suoi pacchetti utilizzando le funzionalità di raccolta del compilatore GNU come il codice indipendente dalla posizione e la protezione dall'overflow del buffer per Hardening (computing) il suo software. BackSlash supporta la crittografia completa del disco, nonché la crittografia delle directory home e private.

## Installazione
L'installazione di BackSlash Linux è semplice ed è completamente grafica. BackSlash Linux può essere avviato ed eseguito da un'unità flash USB su qualsiasi PC in grado di avviarsi da un'unità USB, con l'opzione di salvare le impostazioni sull'unità flash. È disponibile un programma di creazione di Ubuntu Live USB per installare una distribuzione basata su Ubuntu su un'unità USB.
Il programma Windows "UNetbootin" consente la masterizzazione di BackSlash Linux USB.
L'installazione supporta un Logical Volume Manager (LVM) con solo partizionamento automatico e crittografia del disco. UTF-8, la codifica dei caratteri di default, supporta una varietà di Script di tipo non romano (Unicode).

## Requisiti di sistema
- Un processore x64 Intel o AMD64
- Memoria ad accesso casuale da 2 GB
- 20 GB di spazio su disco rigido (o scheda di memoria dell'unità flash USB o unità esterna)
- Radeon, Intel HD e Iris Graphics o unità di elaborazione grafica Nvidia con 256 MB di memoria condivisa per effetti visivi
- Schermo compatibile con Video Graphics Array (VGA)
- Un'unità disco ottico o USB per il supporto dell'installatore
- L'accesso a Internet è utile per scaricare gli aggiornamenti durante l'installazione
- Flavors and Server Edition

BackSlash Linux ha anche rilasciato due versioni ufficiali: MATE e GNOME e anche una Server Edition del sistema operativo. Ben presto, lo sviluppo e il supporto per queste versioni (Flavous e Server Edition) è stato interrotto e lo sviluppo si è concentrato sulla versione mainstream.